# Reiseerinnerungsmünzen

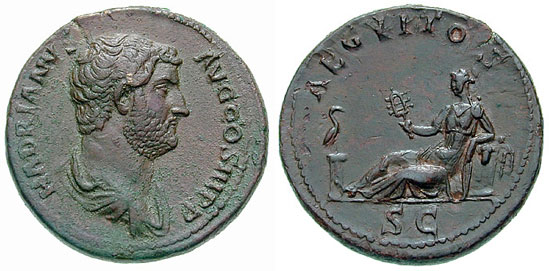
Reiseerinnerungsmünze (As) des Typs α: Auf der Rückseite als Motiv die Personifikation der Provinz Ägypten als ruhende Frau mit Sistrum, Getreidekorb und Ibis; Beischrift: AEGYPTOS S C

Als Reiseerinnerungsmünzen werden antike Münzen bezeichnet, die in Zusammenhang mit den Reisen des Kaisers Hadrian stehen. Sie wurden in allen Metallen ausgeprägt. In den Jahren 122 bis 138 besuchte Hadrian Prokuratoren- und Statthaltersitze, um die Provinzialbeamten zu kontrollieren.

## Name
Die Bezeichnung „Reiseerinnerungsmünzen“ wurde von Theodor Mommsen und Paul L. Strack eingeführt, ist aber kritisch zu sehen, weil der Zusammenhang mit Hadrians Reisetätigkeit nicht das ganze Bildprogramm der Serie erklären kann und der Name daher zu kurz greift. Eine zweite Komponente neben den Reisen ist Hadrians Vorstellung vom Reich insgesamt.

## Hintergrund

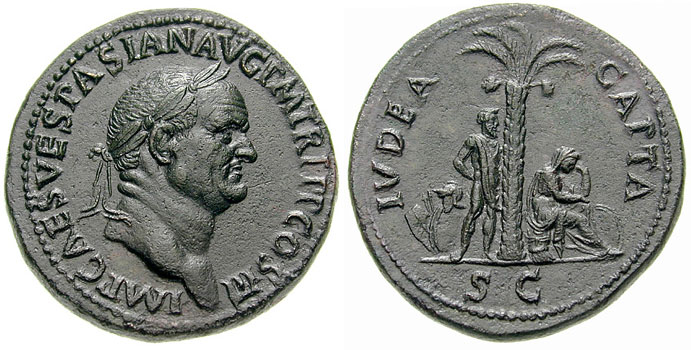
Sesterz des Vespasian mit Darstellung eines gefangenen Judäers, einer Dattelpalme und einer trauernden Personifikation Judäas, Beischrift: IVDEA CAPTA S C

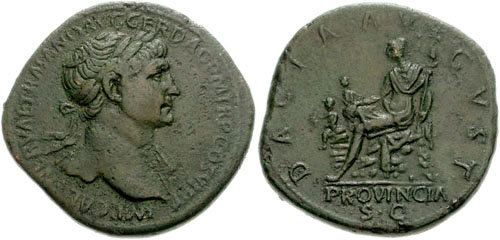
Sesterz des Trajan mit sitzender Personifikation der Dacia mit Kindern, Beischrift: DACIA AVGVST PROVINCIA S C

Schon seit republikanischer Zeit stellten römische Münzmeister Siege über andere Völker auf Reichsprägungen dar. Dies geschah zunächst durch Symbole, seit dem 1. Jahrhundert v. Chr. auch durch Personifikationen und setzte sich unter Augustus fort. Interessant sind hier die Prägungen der Jahre 19 und 18 v. Chr., auf denen die besiegten Armenier und Parther als Feinde in Kriegsrüstung und oft gefesselt oder niederkniend verbildlicht wurden, versehen mit Legenden wie ARMEN(ia) CAPT(a).
Ein Wandel in der Darstellung vollzog sich im Vierkaiserjahr: Erstmals wurden einträchtige Provinzen als Unterstützer von Kaiser Galba ins Bild gesetzt.
Besonders unter den Flaviern war die Darstellung besiegter Völker auf Münzen ein Mittel kaiserlicher Selbstinszenierung. Vespasian und Titus stellten den Sieg im Jüdischen Krieg propagandistisch stark heraus, besonders wenn man bedenkt, dass es sich hierbei nicht um eine Neueroberung, sondern um die Befriedung einer aufständischen Provinz handelte.
Trajan stellte sich betont als militärisch erfolgreichen Kaiser dar, dabei lassen sich bei der Münzprägung zwei gegenläufige Trends feststellen. Germania wurde als befriedete, nicht so sehr als unterworfene Provinz dargestellt. Nach dem Ende der Dakerkriege wurde die Dacia als sitzende Frauengestalt mit Kindern personifiziert, was ihre positive Zukunft als römische Provinz andeutete. Andererseits gab es auch Unterwerfungsdarstellungen in der Tradition der Münzprägung unter den Flaviern.
Hadrians Münzprägung ging einen Schritt weiter: Aus den unterworfenen, erniedrigten Feinden waren römische Provinzen geworden, die eine freie und souveräne Haltung einnehmen. Konsequent wurde auf Unterwerfungsdarstellungen verzichtet.

## Bildprogramm
Aufgrund der Rückseitenlegenden lassen sich bei den Reiseerinnerungsmünzen vier Münztypen unterscheiden.
Dargestellt sind geographische Personifikationen – nicht immer sind es Provinzen – aus allen Teilen des Reichs. Dabei griff die hadrianische Münzprägung auf schon bekannte Motive zurück. Die Personifikationen sind meist Frauengestalten mit bekannten Attributen.
Das Neue an Hadrians Reiseerinnerungsmünzen ist, dass fast alle Provinzen des Reichs einmal oder mehrfach dargestellt wurden, unabhängig davon, ob militärische Erfolge zu vermelden waren oder nicht. Kein römischer Kaiser hat so viele Territorien auf Münzen präsentiert wie Hadrian. Offenbar ging es aber nicht darum, die Bewohner der betreffenden Provinz zu erfreuen: Die Münzen waren zwar für den lokalen Geldumlauf vorgesehen, wurden aber gerade nicht in den Regionen vorgefunden, auf die sie sich beziehen.

### Typ α (natio-Typ)

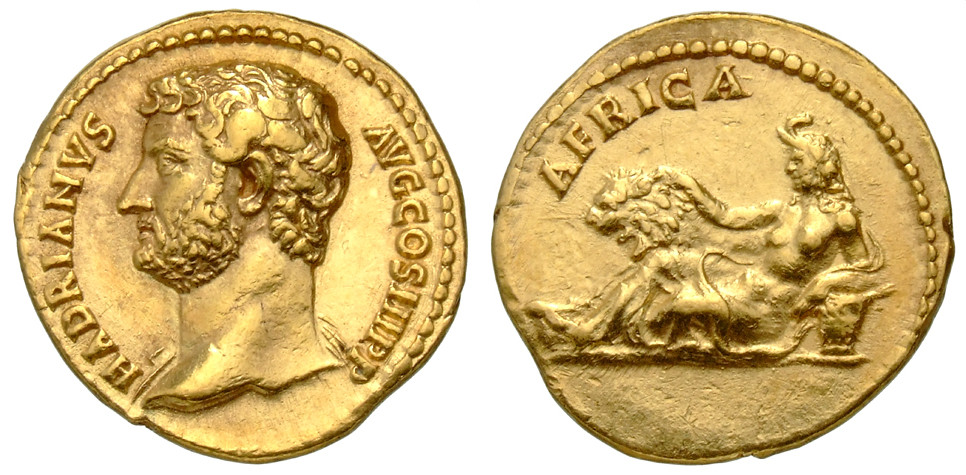
Reiseerinnerungsmünze (Aureus) des Typs α: Auf der Rückseite als Motiv die liegende Personifikation Africas mit Elefanten-Exuvie („Rüsselhaube“), die linke Hand auf einen Korb, die rechte Hand auf einen Löwenkopf gestützt

Auf der Rückseite ist eine geographische Personifikation zu sehen; in der Beischrift steht ihr Name im Nominativ.
Außer den personifizierten Provinzen wird auf Münzen des Typs α die Stadt Alexandria sowie der Flussgott Nilus ins Bild gesetzt.
Eine Besonderheit des Münztyps α besteht darin, dass die Personifikationen nicht immer mit einem Provinznamen identifiziert werden; teilweise sind es historische Regionen. Mommsen und Strack hatten vermutet, dass hier die sich selbst als Einheit begreifenden Völker des Imperiums (nationes, gentes) ins Bild gesetzt seien, die administrativ in mehrere Provinzen geteilt waren. Unter dieser Annahme wäre das Imperium geographisch weitgehend abgedeckt. Da es mit dem Sebasteion von Aphrodisias eine archäologische Bezeugung für ein vergleichbares Bildprogramm gibt, konnte auch die neuere Forschung dieser These folgen; neuerdings hat aber Marco Vitale Gegenargumente geltend gemacht: Der Repräsentationskontext der Personifikationen von Völkern im Sebasteion sei eindeutig militärisch-triumphal und daher keine Parallele zum Bildprogramm der Reiseerinnerungsmünzen. Vitale zufolge sind die Aufschriften der Reiseerinnerungsmünzen nach verwaltungsgeographischen Gesichtspunkten ausgewählt worden. Hadrians Reisen waren ihrem Wesen nach Besichtigungs- und Inspektionsreisen.

### Typ β (adventus-Typ)

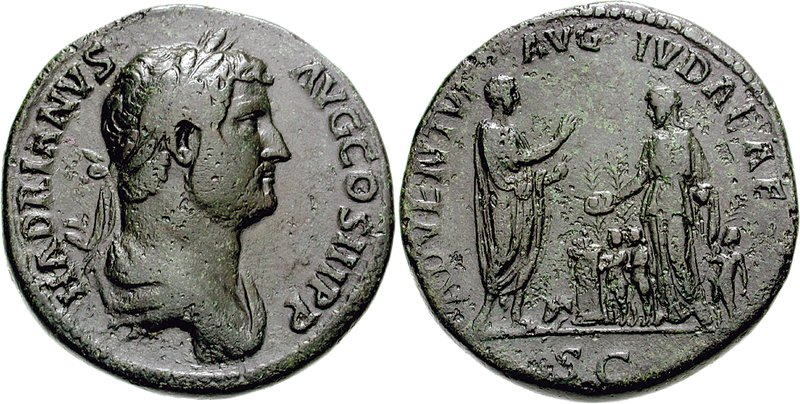
Reiseerinnerungsmünze (Sesterz) des Typs β: Auf der Rückseite als Motiv die Personifikation der Provinz Judäa, die von Kindern umringt ist und dem Kaiser am Altar opfert. Beischrift: ADVENTVI AVG IVDAEAE S C

Die Beischrift auf der Rückseite thematisiert Hadrians Ankunft in der Provinz im Rahmen seiner Inspektionsreisen: ADVENTVI AVG(usti) „für die Ankunft des Augustus.“
Das Motiv zeigt in einer Bildhälfte den grüßenden Kaiser, in der anderen die personifizierte Provinz, die ihm Opfer darbringt, der Altar bildet die Mitte des Bildes. Nicht alle Provinzen, die Hadrian nachweislich besucht hat, wurden mit Prägungen des Typs β bedacht.

### Typ γ (restitutor-Typ)

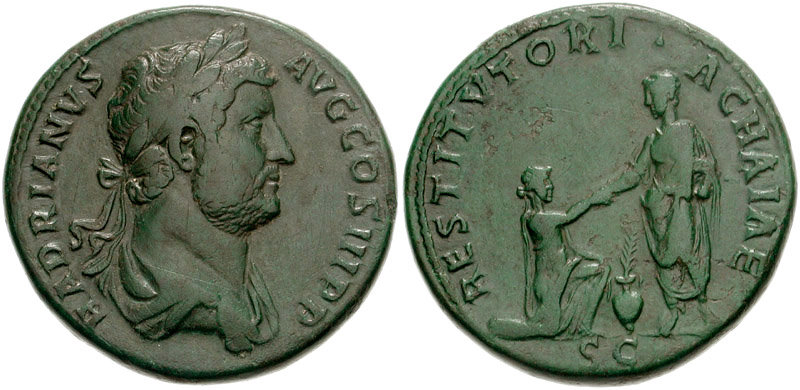
Reiseerinnerungsmünze (Sesterz) des Typs γ: Auf der Rückseite als Motiv die kniende Achaia mit den Attributen Amphore und Palmzweig, die vom Kaiser aufgerichtet wird. Beischrift: RESTITVTORI ACHAIAE S C

Die Beischrift auf der Rückseite rühmt die kaiserliche Fürsorge für das betreffende Gebiet: RESTITVTORI „für den Wiederhersteller.“
Dargestellt sind Provinzen sowie die Stadt Nikomedia. Hadrian konnte sich zu Recht als Wiederhersteller Nikomedias bezeichnen, denn er ließ die Stadt nach einem Erdbeben wieder aufbauen und überwinterte dort 123–124 n. Chr.
Das Motiv zeigt, wie der stehende Kaiser die vor ihm kniende Frauengestalt bei der Hand nimmt und aufrichtet. Die Münzen des Typs γ zeigen nur solche Provinzen, in denen Hadrian sich tatsächlich durch finanzielle Förderung und Bauprojekte engagierte.
Bereits Trajan hatte sich auf Münzen als restitutor Italiae, Wohltäter Italiens darstellen lassen. Das war zu seiner Zeit etwas Neues, denn die Kaiser hatten sich bis dahin vor allem als Wohltäter der Stadt Rom verstanden. Hadrians Münzprägung ging noch einen Schritt weiter und dehnte die kaiserliche Fürsorge auf die Provinzen aus.

### Typ δ (exercitus-Typ)

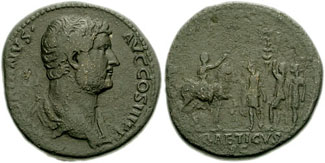
Reiseerinnerungsmünze (Sesterz) des Typs δ: Auf der Rückseite als Motiv die Ansprache des Kaisers zu Pferde an den Heeresverband der Provinz Raetia. Beischrift: [EXERCITVS] RAETICVS S C

Die Beischrift auf der Rückseite nennt den Namen der Region als Adjektiv zusammen mit EXERCITVS „Heeresverband“.
Das Motiv zeigt, wie sich der Kaiser dem Heeresverband der betreffenden Provinz mit einer Ansprache zuwendet (Adlocutio). Er kann das in Feldherrentracht von einem Tribunal aus tun und dabei von einem Lictor oder Praefectus begleitet werden oder auch nicht. Oder Hadrian ist als Reiter dargestellt und wendet sich vom schreitenden Pferd aus an die Truppen.
Als Variante des Typs δ können Münzen mit dem Motiv der Adlocutio angesehen werden, auf denen sich Hadrian nicht einem der Provinzheere, sondern den Prätorianern zuwendet (Beischrift: [ADLOC] COHORT PRAETOR). Doch wird hier die regionale Zuordnung aufgegeben, und daher sind diese Münzen nur bedingt als Reiseerinnerungsmünzen anzusprechen.

## Interpretationen der Münzserie
Die Sehgewohnheit der damaligen Bevölkerung war es, wenn man eine Reichsprägung zu Hand nahm, darauf einen Leistungsnachweis des Kaisers zu erwarten.
Hadrian musste sich hier an seinem Vorgänger Trajan messen lassen.
Unabhängig davon, welche Zwecke oder persönlichen Interessen Hadrian mit seiner ausgedehnten Reisetätigkeit verfolgte, war er faktisch in Rom in einem Maße abwesend, das ungewohnt war. Er konnte nicht mit den Bewohnern Roms, auf deren Unterstützung er angewiesen war, in der Weise sozial interagieren wie andere Kaiser: weder publikumswirksam bei öffentlichen Spielen erscheinen noch als Gastgeber oder Ehrengast eines Festmahls mit der römischen Elite in Kontakt treten.
Trajan war ebenfalls über längere Zeiträume nicht in Rom präsent gewesen, was in seinem Fall militärisch begründet gewesen war, und er kompensierte seine Abwesenheit, indem er seine militärischen Erfolge in Rom verherrlichen ließ, mit Monumentalbauten, aber auch mit Münzprägungen. Auf der Trajanssäule werden die Donauprovinzen als prosperierende Teile des Imperiums und die Provinzialen als zufriedene Untertanen dargestellt, was den Feldherrn Trajan in neuem Licht erscheinen lässt.
Hadrian konnte auf dem militärischen Feld mit Trajan nicht konkurrieren und versuchte, nach Gunnar Seelentag, seinen Vorgänger als Wohltäter zu übertrumpfen, „ein besonders fürsorglicher Princeps zu sein … nicht allein für Rom und Italien, sondern gleich für den gesamten Erdkreis.“ In diesem Kontext stehen die Reiseerinnerungsmünzen. In der Beischrift explizit gemacht wird das bei Münzen des restitutor-Typs. Es ist aber auch die Grundbotschaft der Münzen vom adventus-Typ. Die dargestellte Opferhandlung, ein Konsensritual, stellte eine besondere Nähe zwischen Kaiser und Provinzialen her.
Aus diesem Bildprogramm des Wohltäters für den ganzen Erdkreis ergibt sich eine Zurücksetzung der Italia; obwohl Hadrian hier auf anderem Wege seine Popularität zu sichern suchte, war das ein Schwachpunkt des ganzen Konzepts. Mit Münzen des Typs α, β und γ ist Italia vertreten, die damit ihren traditionellen Sonderstatus verloren hat und, obwohl verwaltungstechnisch keine Provinz, in die Reihe der Provinzen eingeordnet erscheint. Sie hat als Attribut ein Füllhorn; der auf Münzen Trajans als Attribut Italias dargestellte Globus wird unter Hadrian nicht als ihr Attribut verwendet, wohl aber wieder unter Antoninus Pius.
Eine Minderheitsmeinung vertritt Thomas Witulski, der die Reiseerinnerungsmünzen in den Kontext des Kaiserkults einordnet. Die Münze habe im täglichen Gebrauch das religiöse Erlebnis der kaiserlichen Präsenz (Garant für Schutz, Sicherheit, Wohlfahrt), die sich mit seiner Ankunft (adventus) in der Provinz verband, gegenwärtig gehalten, da der Kaiser bei der Größe des Reichs nur punktuell mit den Untertanen in dieser Form interagieren konnte. Dagegen wird eingewandt, dass die Münzen stadtrömische Prägungen waren und nicht gezielt in der Region in Umlauf gebracht wurden, die auf der Münze personifiziert ist. Die Provinzialen, die nach Witulski Adressaten der Botschaft waren, bekamen diese Prägungen womöglich gar nicht zu Gesicht, ja sie hätten diese Reichsprägungen in den griechischen Städten des Ostens auch nicht benutzen können, sondern in lokale Münzen umtauschen müssen.

## Datierung
Die Reiseerinnerungsmünzen sind stadtrömische Prägeserien. Es ist nicht sicher, ob die Münzen sukzessive entstanden oder nach einem einheitlichen Programm mehr oder weniger gleichzeitig geprägt wurden, wie Paul Leberecht Strack annahm. Er vermutete, die Vicennalien Hadrians (137 n. Chr.) seien der Anlass zur Prägung der Reiseerinnerungsmünzen gewesen.
Für Stracks Datierung spielen die Pannonia- und Iudaea-Münzen eine wichtige Rolle, die deshalb genauer vorgestellt werden.

### Pannonia
Die Region ist durch eine Münze des Typs α repräsentiert und gehört nur bedingt in die Reihe der Reiseerinnerungsmünzen. Denn auf der Vorderseite ist nicht Hadrian dargestellt, sondern Lucius Aelius Caesar (Beischrift: L AELIVS CAESAR), den Hadrian als Nachfolger adoptiert hatte und dem er die Verwaltung der beiden pannonischen Provinzen übertragen hatte. Die Rückseite zeigt die Personifikation der Pannonia, eine Frauengestalt mit Mauerkrone, die ein Vexillum in der rechten Hand hält. Dieses Attribut unterstreicht die besondere militärische Bedeutung Pannoniens für das Imperium, denn hier waren vier Legionen stationiert. Die Beischrift lautet: TR POT COS II PANNONIA S C. Die Münze wurde also während des zweiten Konsulats des Aelius geprägt (137 n. Chr.).
Strack geht davon aus, dass die Serie alle Regionen umfasst habe, die Hadrian auf seinen Reisen besuchte, Pannonien sei aber ausgespart worden, um den designierten Nachfolger L. Aelius Caesar ins Bild zu setzen: da diese Prägung aber sicher ins Jahr 137 n. Chr. datiert werden kann, ist auch die ganze Münzserie für Strack auf dieses Jahr zu datieren.

### Iudaea
Folgt man Cassius Dio, so gründete Hadrian im Rahmen seines Besuchs 130 n. Chr. an der Stelle Jerusalems die Aelia Capitolina und provozierte damit den Bar-Kochba-Aufstand; folgt man dagegen Eusebius von Caesarea, so war die Gründung der Aelia Capitolina als pagane Stadt eine Strafmaßnahme nach der Niederschlagung des Aufstandes (135 n. Chr.). Archäologische Neufunde wie das Fragment eines Ehrenbogens, den die in Jerusalem stationierte Legion anlässlich des Kaiserbesuchs errichtete, und Grabungen am Rand der Western Wall Plaza (Shlomit Wexler-Bdolah und Alexander Onn, 2005 bis 2009) haben diese Frage zugunsten von Cassius Dio entschieden. Die Numismatik könnte eine zusätzliche Bestätigung liefern. Es gibt undatierte hadrianische Münzen, die der Stadtgründung von Aelia Capitolina gedenken, und Prägungen der Bar-Kochba-Administration. Die Aufständischen überprägten im Umlauf befindliche römische Münzen; fände sich eine überprägte Aelia-Capitolina-Münze, so wäre der Beweis für die Gründung Hadrians im Jahr 130 n. Chr. erbracht, doch ein solcher Fund steht bisher aus. Er ist auch unwahrscheinlich, weil die meisten überprägten Münzen nicht aus der Regierungszeit Hadrians stammen, sondern älter sind.
Die Reiseerinnerungsmünzen zeigen, wie Hadrian die Provinz Judäa gesehen wissen wollte:
Typ α/β: Die Münze folgt in der Beischrift dem Typ α, zeigt aber eine Ankunftsszene, wie es dem Typ β entspricht. Der in eine Toga gekleidete Hadrian steht rechts mit grüßend erhobenem rechten Arm. Gegenüber steht die Iudaea, eine in ein langes Kleid gewandete Frauengestalt. Zwischen beiden sind zwei Kinder mit Palmzweigen zu sehen, die sie Hadrian präsentieren. Ein drittes Kind scheint sich scheu hinter der Iudaea zu verbergen. In der Mitte des Bildfeldes ist, wie beim Typ β zu erwarten, ein Altar zu sehen: Die Iudaea ist im Begriff, dem Kaiser mit einer Patera ein Trankopfer zu bringen und partizipiert so am Kaiserkult; jüdische Attribute fehlen.
Typ γ: Dieser seltene Sesterz befindet sich im Nationalmuseum Neapel und ist nicht im RIC gelistet. Dargestellt ist der in eine Toga gewandete Kaiser, wie er mit der rechten Hand die vor ihm kniende Iudaea aufrichtet. Die drei Kinder treten in der gleichen Weise auf wie bei dem vorgenannten Typ.

## Übersicht
Die folgende Übersicht enthält die geographischen Bezeichnungen auf den Münzen, die ihnen entsprechenden Provinzbezeichnungen und das ungefähre Datum des kaiserlichen Besuchs.
| Münztyp | geographische Bezeichnung (Beischrift) | Zugehörige Provinzen                                                     | Datum des Besuchs durch Hadrian                                    |
| ------- | -------------------------------------- | ------------------------------------------------------------------------ | ------------------------------------------------------------------ |
| γ       | Achaia                                 | Achaia                                                                   | 124/125, 129, 130/132                                              |
| α       | Aegyptus                               | Aegyptus                                                                 | 130                                                                |
| α,β,γ   | Africa                                 | Africa proconsularis                                                     | 128                                                                |
| α,β     | Alexandria                             |                                                                          | 130                                                                |
| β,γ     | Arabia                                 | Arabia                                                                   | 130                                                                |
| α,β,γ   | Asia                                   | Asia                                                                     | 124                                                                |
| β,γ     | Bithynia                               | Bithynia et Pontus                                                       | 123/124                                                            |
| α,β,δ   | Britannia                              | Britannia, Britannia inferior, Britannia superior                        | 122                                                                |
| α,δ     | Cappadocia                             | Cappadocia                                                               | 126/129                                                            |
| β       | Cilicia                                | Cilicia                                                                  | 129                                                                |
| α,δ     | Dacia                                  | Dacia, Dacia inferior, Dacia superior                                    | 131 (?)                                                            |
| δ       | Delematia (sic!)                       | Dalmatia                                                                 | 131 (?)                                                            |
| β,γ     | Gallia                                 | Gallia Aquitania, Gallia Belgica, Gallia Lugdunensis, Gallia Narbonensis | 121/122                                                            |
| α,δ     | Germania                               | Germania inferior, Germania superior                                     | 122                                                                |
| α,β,γ,δ | Hispania                               | Baetica, Hispania citerior, Lusitania                                    | 122/123                                                            |
| α,β,γ   | Italia                                 |                                                                          |                                                                    |
| α,β,γ   | Iudaea                                 | Iudaea                                                                   | 130                                                                |
| γ       | Libya                                  | Creta et Cyrene                                                          |                                                                    |
| β,γ     | Macedonia                              | Macedonia                                                                | 131 (?)                                                            |
| α,β,δ   | Mauretania                             | Mauretania Caesariensis, Mauretania Tingitana                            | 128                                                                |
| β,δ     | Moesia                                 | Moesia inferior, Moesia superior                                         | 131 (?)                                                            |
| γ       | Nicomedia                              |                                                                          | 123/124                                                            |
| α       | Nilus                                  |                                                                          | 130                                                                |
| β,δ     | Noricum                                | Noricum                                                                  | 122                                                                |
| α       | Pannonia                               | Pannonia inferior, Pannonia superior                                     | (Sonderfall, nur bedingt unter die Reiseerinnerungsmünzen gehörig) |
| β,δ     | Phrygia                                | Asia                                                                     | 129                                                                |
| δ       | Raetia                                 | Raetia                                                                   | 122                                                                |
| α,β,γ   | Sicilia                                | Sicilia                                                                  | 125                                                                |
| δ       | Syria                                  | Syria Phoenice                                                           | 123; 129                                                           |
| β,δ     | Thracia                                | Thracia                                                                  | 131 (?)                                                            |